# フィアット・666
666は、イタリアのフィアット社が製造した大型トラックである。

## 軍での運用

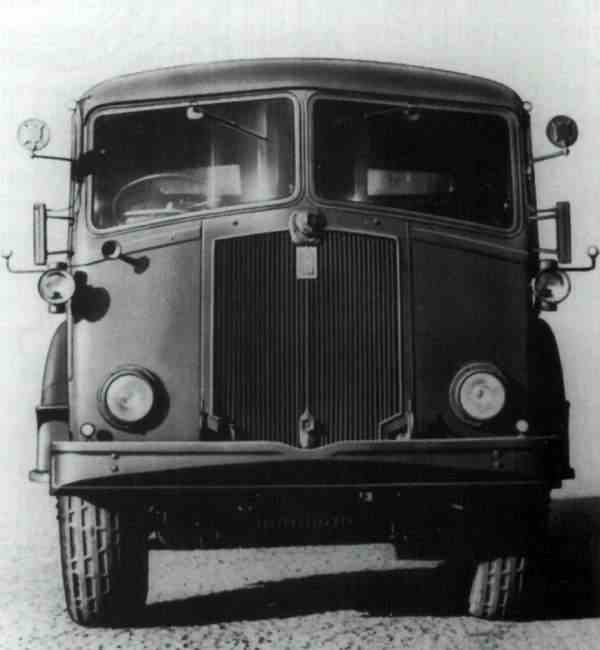
Fiat 665NM

666の大半はイタリア軍に納入された。イタリア王国陸軍の N-RE 型と、空軍の N-RA 型は、バス、乗用車、燃料輸送車、消防車、大型トラックなどのさまざまなタイプで生産された。
バドリオ声明受諾による休戦後は、北イタリアのフィアット工場を占領したドイツ軍のために製造が行われた。そのうちのいくつかはイタリア社会共和国にも納入されている。